# Risako Mitsui
Risako Mitsui (em japonês:  三井 梨紗子, Mitsui Risako; Shinjuku, 23 de setembro de 1993) é uma nadadora sincronizada japonesa, medalhista olímpica. 

## Carreira
Mitsui representou seu país nos Jogos Olímpicos de 2012, não medalhando.
Na Rio 2016 ela conquistou a medalha de bronze no dueto com Yukiko Inui. Com a equipe ela repetiu a medalha de bronze.